# The Evil Dead
The Evil Dead (bra: Uma Noite Alucinante - A Morte do Demônio ou A Morte do Demônio; prt: A Noite dos Mortos-Vivos) é um filme americano de 1981, dos gêneros drama, fantasia, suspense e terror, escrito e realizado por Sam Raimi. O filme é um dos pioneiros do cinema trash.
Raimi foi produtor executivo com Bruce Campbell, que participa como ator com Ellen Sandweiss e Betsy Baker. O filme foca-se em cinco colegas estudantes que vão de férias para uma cabana isolada numa floresta remota. Depois de encontrarem um livro que liberta uma legião de demônios e espíritos, alguns membros do grupo começam a sofrer de possessão demoníaca o que leva consequentemente a um caos sangrento. Raimi e o elenco produziram o filme Within the Woods como um "protótipo" para conseguirem o interesse de investidores, garantindo a Raimi US$90,000 para produzir The Evil Dead. As filmagens decorreram numa cabana remota localizada em Morristown, Tennessee, num processo de filmagem muito difícil, que provou ser extremamente desconfortável para a maioria do elenco e da equipe de produção.
O filme de baixo orçamento atraiu o interesse do produtor Irvin Shapiro, que ajudou que o filme fosse visionado durante o Festival de Cannes em 1982. O autor de romances de terror Stephen King deu uma boa análise a The Evil Dead, convencendo assim a New Line Cinema a distribuir o filme. Embora com um baixo sucesso comercial nos Estados Unidos, o filme pagou o orçamento através da distribuição internacional, com uma receita de cerca de $2.4 milhões durante as exibições no cinema. As criticas ao filme, tanto aquando do seu lançamento como nos anos seguintes foram universalmente positivas e The Evil Dead ganhou a reputação de ser um dos maiores filmes de culto e, é várias vezes descrito como um dos melhores filmes de terror. Evil Dead lançou as carreiras de Campbell e Raimi, colaborando os juntos em vários filmes através dos anos, incluindo a trilogia Spider-Man.
O filme originou uma franquia, começando com duas sequelas escritas e realizadas por Raimi, Evil Dead II (1987) e Army of Darkness (1992), videojogos, banda desenhada e uma serie de televisão, Ash vs Evil Dead, também criada e produzida por Raimi e pelo seu irmão Ivan Raimi com Campbell como produtor executivo. O protagonista do filme Ash Williams (Campbell) é considerado um ícone de culto. Um quarto filme, Evil Dead, que serve como um recomeço, remake e sequela foi lançado em 2013. Fede Alvarez foi o realizador e Raimi co-produziu o filme com Campbell e Robert Tapert.

## Elenco
- Bruce Campbell como  "Ash" Ashley J. Williams
- Ellen Sandweiss como Cheryl
- Richard DeManincor como Scott
- Betsy Baker como Linda
- Theresa Tilly como Shelly

## Sinopse
Cinco jovens vão passar um fim de semana em uma cabana isolada nos bosques de Tennessee. Os jovens têm estranhas experiências, obviamente causadas pela presença do Livro dos Mortos (o Necronomicon Ex Mortis, encadernado em pele humana e escrito em sangue) que encontraram. Logo depois encontram um gravador, dentro do mesmo uma fita que foi gravada pelo dono da cabana (um arqueólogo), contendo a tradução de algumas passagens do livro. Ao ser reproduzida (escutada) pelos estudantes, desperta os espíritos que estavam adormecidos e que habitam o bosque. Os espíritos começam a possuir os jovens um por um.

## Produção

### Antecedentes e roteiro
Sam Raimi e Bruce Campbell cresceram juntos e são amigos desde que eram crianças. A dupla fez vários projetos de filmes Super 8 mm de baixo orçamento juntos. Várias comédias, incluindo Clockwork e It's Murder!. Gravando uma cena de suspense em It's Murder! os inspirou a abordar carreiras no gênero terror; depois de pesquisar cinema de terror nos cinemas drive-in, Raimi decidiu dirigir um filme de terror, optando por filmar um curta-metragem descrito pelo diretor como um "protótipo" - que atrairia o interesse dos financiadores e usaria os recursos arrecadados para filmar um projeto completo. O curta-metragem criado por Raimi foi chamado de Within the Woods, que foi produzido por US $ 1.600. Para The Evil Dead, Raimi exigiu mais de US $ 100.000.
Para gerar fundos para produzir o filme, Sam Raimi procurou Phil Gillis, advogado de um de seus amigos. Raimi o mostrou Within the Woods , e embora Gillis não tenha ficado impressionado com o curta, ele ofereceu conselhos a Raimi sobre como produzir The Evil Dead. Com seu conselho em mente, Raimi pediu doações a várias pessoas e até mesmo "implorou" algumas. Campbell teve que perguntar a vários membros de sua própria família, e Raimi perguntou a cada indivíduo que ele achava que poderia estar interessado. Ele finalmente conseguiu dinheiro suficiente para produzir um filme completo, embora não fosse o valor total que ele originalmente queria.
Com dinheiro suficiente para produzir o filme, Raimi e Campbell decidiram fazer o que era então intitulado Livro dos Mortos, um nome inspirado no interesse de Raimi na ficção de HP Lovecraft: o Necronomicon. O filme deveria ser um remake de Within the Woods, com valores de produção mais altos e um tempo de duração completo. Raimi completou 20 anos pouco antes do início das filmagens e considerou o projeto seu "rito de passagem".

### Início da produção e escolha de elenco
Raimi pediu ajuda e assistência de vários de seus amigos e antigos colaboradores para fazer The Evil Dead. Campbell se ofereceu para produzir o filme ao lado de Tapert, e posteriormente foi escalado como Ash Williams, o personagem principal, uma vez que suas responsabilidades de produção fizeram dele o único ator disposto a ficar durante toda a produção. Para adquirir mais atores para o projeto, Raimi publicou um anúncio no The Detroit News. Betsy Baker foi uma das atrizes que responderam, e Ellen Sandweiss, que apareceu em Within the Woods, também foi escolhida. O elenco quase inteiramente de amigos e familiares de Raimi e Campbell. O artista de efeitos especiais de maquiagem, Tom Sullivan, foi contratado para compor os efeitos depois de expressar uma reação positiva ao trabalho com Raimi. Ele ajudou a criar muitos dos efeitos do látex de espuma e de sangue falso no filme, e acrescentou café como ingrediente extra à fórmula tradicional de sangue falso de xarope de milho e corante alimentar.
Sem qualquer assistência formal dos batedores, o elenco teve que encontrar os locais de filmagem por conta própria. A equipe inicialmente tentou filmar o filme na cidade natal de Raimi, em Royal Oak em Michigan ,mas escolheu Morristown na Tennessee, pois era o único estado que expressava entusiasmo pelo projeto. A equipe rapidamente encontrou uma cabine remota localizada a vários quilômetros de distância de qualquer outro prédio. Durante a pré-produção, os 13 atores tiveram que ficar na cabine, levando várias pessoas a dormirem no mesmo quarto. As condições de vida eram notoriamente difíceis, com vários opiniões contrárias surgindo entre os membros do elenco.
Steve Frankel foi o único carpinteiro no set, o que o tornou o único colaborador da direção de arte. Para cenários externos, Frankel teve que produzir vários adereços elaborados com uma serra circular. Caso contrário, a cabine permaneceu principalmente como foi encontrada durante a produção. A cabine não tinha encanamento, mas havia linhas telefônicas conectadas a ela.

### Filmagem
Por causa da inexperiência da equipe, filmar era uma "comédia de erros". O primeiro dia de filmagem os levou a se perder na floresta durante uma cena filmada em uma ponte. Vários membros do elenco ficaram feridos durante as filmagens e, devido ao afastamento da cabine, garantir assistência médica foi difícil. Um momento notavelmente horrível no set envolveu rasgar os cílios de Baker durante a remoção de sua máscara. Devido ao baixo orçamento, as lentes de contato grossas como vidro tiveram que ser aplicadas aos atores para alcançar o efeito "olhos demoníacos". As lentes levaram 10 minutos para serem aplicadas e só puderam ser mantidas por cerca de 15 minutos, porque os olhos não conseguiram "respirar" com as lentes aplicadas.Mais tarde, Campbell comentou que, para obter o efeito de usar essas lentes, eles precisavam colocar "Tupperware" sobre os olhos.
Raimi desenvolveu um senso de mise en scène, apresentando idéias para cenas em ritmo acelerado. Ele havia desenhado várias ilustrações grosseiras para ajudá-lo a interromper o fluxo de cenas. A equipe ficou surpresa quando Raimi começou a usar ângulos holandeses durante as cenas para criar atmosfera durante as cenas. Para acomodar o estilo de direção de Raimi, várias plataformas elaboradas e de baixo orçamento tiveram que ser construídas, uma vez que a equipe não podia pagar por uma câmera fotográfica. Uma envolvia a "vas-o-cam", que contava com uma câmera montada que deslizava por longas plataformas de madeira para criar uma sensação de movimento mais fluida.
Um truque de câmera usado para imitar um Steadicam de forma barata foi a "câmera instável", que envolveu montar a câmera em um pedaço de madeira e fazer com que dois operadores de câmera corressem ao redor do pântano. Durante cenas envolvendo a força invisível na floresta observando os personagens, Raimi teve que correr pela floresta com o equipamento improvisado, pulando sobre troncos e pedras. Isso costumava ser difícil devido à névoa no pântano.  A cena final do filme foi filmada com a câmera montada em uma bicicleta, enquanto foi rapidamente conduzida através da cabine para criar uma captura contínua e contínua e ligeira.
Raimi era um grande fã de The Three Stooges durante sua juventude, o que o inspirou a usar "Fake Shemps" durante a produção. Em qualquer cena violenta que fosse bastante trash ou "constrangedora", ele usava outro ator como substituto se o ator original estivesse preocupado. Durante um close-up envolvendo a mão de Richard DeManicor abrindo uma cortina, Raimi usou sua própria mão na cena, pois era mais conveniente. [ citação necessária ] Seu irmão Ted Raimi foi usado como um "cânhamo falso" em muitas cenas quando o ator original estava ocupado ou preocupado.

#### Edições
Após o extenso processo de filmagem, Raimi teve uma "montanha de imagens" que ele teve que montar. Ele escolheu uma associação de edição de Detroit, onde conheceu Edna Paul, para cortar o filme. O assistente de Paul era Joel Coen, dos irmãos Coen, que ajudou na edição do filme. Paul editou a maioria do filme, embora Coen tenha notavelmente editado a sequência do galpão. Coen havia se inspirado em Within the Woods, de Raimi, e gostou da ideia de produzir um protótipo de filme para ajudar a atrair o interesse dos investidores. Joel usou o conceito que usou em Blood Simple com seu irmão Ethan, e ele e Raimi se tornaram amigos após o processo de edição.
O primeiro corte do filme durou cerca de 117 minutos, que Campbell chamou de uma conquista impressionante, considerando os 65 minutos de duração do roteiro. As cenas foram focadas na lamentação do personagem principal de não ser capaz de salvar as vítimas de suas mortes, mas foram editadas para tornar o filme menos "sombrio e deprimente" e para serem 85 minutos mais comercializado.

## Lançamento

### Classificação indicativa
Raimi fez o filme o mais "nojento" possível, sem interesse e nem medo de censura, o que levou o filme a receber uma classificação X e a entrar para a lista de "Video Nasties". Os filmes com esse rótulo eram considerados bastante violentos e perturbadores, e essa classificação era usada frequentemente para filmes pornográficos e outros classificados por X Embora The Evil Dead não tenha natureza pornográfica, foi considerado um dos filmes mais violentos de sua época, e os censores tiveram problemas com o conteúdo do filme, o que afetou parte de seu potencial comercial.
O escritor Bruce Kawin descreveu The Evil Dead como um dos filmes de splatter mais notórios da época, junto com o Holocausto Canibal e I Spit on Your Grave. O filme foi e ainda é proibido em vários países

### Bilheteria
arrecadou um total de US $ 2.400.000 nos Estados Unidos, quase oito vezes maior que o seu orçamento.

### Mídia doméstica
O primeiro lançamento em VHS de The Evil Dead foi realizado por Thorn EMI em 1983, e a empresa sucessora de Thorn, HBO / Cannon Films, posteriormente reembalou o filme. A Congress Video, ex-parceira da HBO Video, empresa notável por filmes de domínio público , lançou sua versão em 1989.
O ressurgimento de The Evil Dead no mercado de vídeos caseiros veio através de duas empresas que restauraram o filme de seus negativos e emitiram edições especiais em 1998: Anchor Bay Entertainment em VHS e Elite Entertainment em laserdisc . Anchor Bay foi responsável pelo primeiro lançamento em DVD do filme em 1999 e, entre eles, Elite e Anchor Bay lançaram seis versões diferentes de DVD de The Evil Dead , mais notavelmente a edição "Book of the Dead" de 2002, embalada em uma réplica de látex. o Necronomicon esculpido por Tom Sullivan e os três discos de 2007 "Ultimate Edition", que continham as versões widescreen e originais em tela cheia do filme. A estréia em alta definição do filme foi em Blu-ray de 2010
A Lionsgate Films lançou uma edição em Blu-ray 4K Ultra HD de The Evil Dead em 9 de outubro de 2018.

## Recepção
Lançamento original
Teve recepção favorável antes e depois de seu lançamento.Bob Martin, editor da Fangoria , revisou o filme antes de sua estréia formal e proclamou que "poderia ser a exceção à execução habitual de filmes de terror de baixo orçamento". Ele seguiu esse elogio após a estréia do filme, afirmando: "Desde que comecei a editar esta revista, não vi nenhum novo filme que pudesse recomendar aos nossos leitores com mais confiança de que seria amado, abraçado e saudado como um novo marco no horror gráfico ". O Los Angeles Times chamou o filme de "clássico instantâneo", proclamando-o como "provavelmente o filme mais bem feito e mais sombrio de todos os tempos". Em uma crítica de 1982, a equipe da revista Variety escreveu que o filme "surge como o mais positivo efeito de choque e choque econômico de baixo orçamento", comentando que o trabalho de câmera "poderoso" e inventivo foi essencial para criar um sentido. de pavor.
A imprensa britânica para o filme foi positiva; Kim Newman, do Monthly Film Bulletin , Richard Cook, da NME , e Julian Petley, da Film and Filming, deram boas críticas ao filme durante seu lançamento inicial. Petley e Cook compararam o filme a outros filmes de terror contemporâneos, escrevendo que o filme expressava mais imaginação e "entusiasmo juvenil" do que um filme de terror comum. Cook ainda descreveu o trabalho de câmera de Raimi como "audacioso",afirmando que a natureza visceral do filme foi grandemente ajudada pelo estilo de direção. A escritora Lynn Schofield Clark em seu romance From Angels to Aliens comparou o filme a filmes de terror mais conhecidos, como The Exorcist e The Omen , citando-o como um thriller sobrenatural essencial.
Avaliações Posteriores
No Rotten Tomatoes o filme relata um índice de aprovação de 95% e uma classificação média de 8,04 / 10 com base em uma agregação de 60 comentários. O consenso foi : "Este clássico filme de terror de baixo orçamento combina a quantidade certa de sangue e humor negro, dando a The Evil Dead uma quantidade igual de emoções e risadas". A revista Empire afirmou que a "reputação era merecida", escrevendo que o filme era impressionante, considerando seu baixo orçamento e a inexperiência do elenco. Ele comentou que o filme misturou com sucesso a combinação "bizarra" de Noite dos Mortos-Vivos , Massacre na Serra Elétrica e The Three Stooges. Um revisor do Film4 classificou The Evil Dead em quatro e meia estrelas em cinco, meditando que o filme era "enérgico, original e nojento" e concluindo que a estréia de Raimi no "splat-stick" é um pequeno clássico de terror que merece sua reputação de culto, apesar dos melhores esforços dos censores ". Ed Gonzales, da Slant Magazine , comparou o filme ao trabalho de Dario Argento , citando o "trabalho angular irritante de Raimi" como um fator importante para a atmosfera do filme. Ele refletiu que Raimi possuía uma "capacidade quase irreal de sugerir a presença de um mal intangível", que foi o que impediu o filme de ser "b-movie schlock". A BBC premiou o filme com quatro estrelas em cinco, escrevendo que, para Raimi, serviu como um filme de estréia melhor do que O Massacre da Serra Elétrica de Tobe Hooper, de Tobe Hooper,ou A Última casa à Esquerda .. Glanville observou que, além da "cena desaconselhada de árvores que estupram", o filme é "um dos grandes filmes de terror modernos e ainda mais impressionante quando se considera seus modestos valores de produção". O escritor do Chicago Reader Pat Graham comentou que o filme apresentava várias mudanças "inteligentes" na fórmula padrão do terror, acrescentando que o "entusiasmo de qualquer coisa por um efeito de Raimi compensa em muitos pedaços formalmente inventivos". Phelim O'Neill, do The Guardian, combinou The Evil Dead e sua sequência Evil Dead II e os listou como o 23º melhor filme de terror de todos os tempos, anunciando que o filme anterior "está acima de seus colegas mais esquecidos no boom dos anos 80. " Don Summer, em seu livro Horror Movie Freak, e a escritora Kate Egan citaram o filme como um clássico de terror.